# BioWare
BioWare – kanadyjski producent gier komputerowych założony w lutym 1995 roku przez doktorów medycyny Raya Muzykę, Grega Zeschuka oraz Augustine’a Yipa, wchodzący w skład grupy VG Holding Group, do której należy również Pandemic Studios. Przedsiębiorstwo ma siedzibę w Edmonton w Kanadzie. BioWare specjalizuje się w tworzeniu gier komputerowych z gatunku fabularnych.
Yip odszedł w 1997 roku, aby z powrotem zająć się medycyną, a Muzyka i Zeschuk byli CEO do 18 września 2012, kiedy odeszli z przedsiębiorstwa.
11 października 2007 grupa VG Holding Group została wykupiona przez wydawcę Electronic Arts za ok. 810 milionów dolarów. Studio posiada sześć oddziałów: BioWare Edmonton, BioWare Austin, BioWare Victory, BioWare Montreal, BioWare Ireland oraz BioWare San Francisco (dawniej EA2D).

## Gry wyprodukowane przez BioWare
| Tytuł gry                                   | Rok wydania                | Adnotacja                       |
| ------------------------------------------- | -------------------------- | ------------------------------- |
| Shattered Steel                             | 1996                       |                                 |
| Baldur’s Gate                               | 1998                       |                                 |
| Baldur’s Gate: Opowieści z Wybrzeża Mieczy  | 1999                       | dodatek do Baldur’s Gate        |
| MDK2                                        | 2000                       |                                 |
| Baldur’s Gate II: Cienie Amn                | 2000                       |                                 |
| Baldur’s Gate II: Tron Bhaala               | 2001                       | dodatek do Baldur’s Gate II     |
| MDK2: Armageddon                            | 2001                       |                                 |
| Neverwinter Nights                          | 2002                       |                                 |
| Neverwinter Nights: Shadows of Undrentide   | 2003                       | dodatek do Neverwinter Nights   |
| Neverwinter Nights: Hordes of the Underdark | 2003                       | dodatek do Neverwinter Nights   |
| Star Wars: Knights of the Old Republic      | 2003                       |                                 |
| Jade Empire                                 | 2005 – Xbox; 2007 – PC     |                                 |
| Mass Effect                                 | 2007 – Xbox 360; 2008 – PC |                                 |
| Sonic Chronicles: The Dark Brotherhood      | 2008 – DS                  |                                 |
| Mass Effect Galaxy                          | 2009 – iPhone              |                                 |
| Dragon Age: Początek                        | 2009                       |                                 |
| Mass Effect 2                               | 2010                       |                                 |
| Dragon Age: Początek – Przebudzenie         | 2010                       | dodatek do Dragon Age: Początek |
| Star Wars: The Old Republic                 | 2011                       |                                 |
| Dragon Age II                               | 2011                       |                                 |
| Mass Effect 3                               | 2012                       |                                 |
| Dragon Age: Inkwizycja                      | 2014                       |                                 |
| Shadow Realms                               | anulowana                  |                                 |
| Mass Effect: Andromeda                      | 2017                       |                                 |
| Anthem                                      | 2019                       |                                 |